# Table Bay
Table Bay (afrikaans Tafelbaai) er en naturlig lille bugt ved Cape Town ved den nordlige ende af Kaphalvøen som strækker sig sydover til Kap det Gode Håb. Den fik navnet fordi den domineres af bjerget med den flade top, Table Mountain, på dansk Taffelbjerget.
Robben Island, hvor Nelson Mandela var fængslet i mange år, ligger i denne bugt. Selv om bugten var berømmet i flere århundreder som naturhavn for skibe, er den faktisk meget udsat for storm fra både sydøst og nordvest. Mange sejlskibe, som søgte tilflugt i bugten i løbet af 17. og 18. århundrede, blev drevet op på kysten af stormenes rasen.
Hollandske kolonister holdt fast ved sin koloni ved bredden af Table Bay eftersom naturlige havne langs denne kystlinje er sjældne, og de eneste realistiske alternativer, Simon's Bay og Saldanha Bay, næsten ikke havde ferskvand. Til slut blev en havn bygget i Table Bay ved at bygge land op og lave bølgebrydere for at beskytte skibene. Den ældre del af denne struktur kaldes Victoria Dock. Den nyere del kaldes Duncan Dock.
33°51′S 18°27′Ø / 33.85°S 18.45°Ø